# Ian Allison
Ian Allison (anglès: Ian Alistar Allison)  (Greenock, 26 de juliol de 1909 - London, 4 d'agost de 1990) fou un jugador de bàsquet canadenc d'origen escocès, que va competir durant la dècada de 1930.
El 1936 va prendre part en els Jocs Olímpics de Berlín, on guanyà la medalla de plata en la competició de bàsquet.